# Purwosuman
Purwosuman is een bestuurslaag in het regentschap Sragen van de provincie Midden-Java, Indonesië. Purwosuman telt 6460 inwoners (volkstelling 2010).